# Мисс Вселенная 2024
Мисс Вселенная 2024 (англ. Miss Universe 2024) — 73-й международный конкурс красоты Мисс Вселенная. Был проведен 16 ноября 2024 года в Mexico City Arena, Мехико, Мексика.
Победительницей стала представительница Дании — Виктория Кьер Тейлвиг.

## Закулисье

### Место проведения и дата
18 ноября 2023 года на Мисс Вселенная 2023, Рауль Роча Канту, владелец «Legacy Holding Group USA Inc.», сообщил, что следующий конкурс красоты пройдёт в Мексике, впервые с 2007 года.
24 августа 2024 года организаторы сообщили, что конкурс пройдёт 16 ноября в Mexico City Arena, известный так же, как Mexico City Arena, с предварительным конкурсом 14 ноября.

### Отбор участниц
В сентябре 2023 года на Tanner Fletcher show в рамках проведения Недели моды в Нью-Йорке, победительница Мисс Вселенная 2022 — Р'Бонни Габриэль подтвердила, что организаторы «Мисс Вселенная» отменили возрастные ограничения для участниц старше 18 лет, которые были введены в 2023 году. До этого в конкурсе принимали участие только кандидатки в возрасте 18-28 лет в год проведения конкурса, за исключением особых случаев. Также не будет ограничений по росту и весу.

#### Замены
Фрэнки Расселл первоначально была назначена представителем от Новой Зеландии. Однако владелец франшизы отозвал заявку и отказался от франшизы, сославшись на несоблюдение правил, установленных организацией «Мисс Вселенная». Впоследствии франшиза была передана другой организации, а Виктория Винсент была выбрана как новый представитель.
Фай Асгари была первоначальной победительницей конкурса «Мисс Вселенная Персия 2024», который выбирает представительницу Ирана ДЛЯ конкурсА «Мисс Вселенная». Однако в итоге Асгари отказалась от титула из-за конфликта с работой и её место заняла Ава Вахнешан.
Андреа Радфорд стала представительницей от Гватемалы, но была лишена титула после того, как выяснилась, что она беремена. Она была заменена Первой вице-мисс — Ана Габриель Виллануэва.
Ирина Захарова изначально была коронована как «Мисс Вселенная Армения 2024», но столкнулась с негативной реакцией армянской общественности после того, как была идентифицирована как гражданка России. В итоге организация «Мисс Вселенная» дисквалифицировала её, указав, что она нарушила правила допуска к участию в конкурсе. Её заменила Эмма Аванесян занявшее второе место.
Эмма Хейст завоевала титул «Мисс Дания 2024» и получила право представлять страну на конкурсе «Мисс Вселенная 2024». Однако из-за недостаточной подготовки к мероприятию она снялась с конкурса в сентябре и её заменила Виктория Кьер Тейлвиг.

#### Дебют, возвращение и отказавшиеся страны
Этот конкурс отмечен дебютом Беларусии, Эритреи, Гвинеи, Ирана, Макао, Мальдивские острова, Молдова, Северная Македония, Сомали, Объединённые Арабские Эмираты и Узбекистан. Кроме того, в этом году в соревнованиях примет участие Куба, которая в последний раз участвовала в 1967 году; Фиджи в 1981 году; Гваделупа и Мартиник в 1984 году; Кот-д’Ивуар, Демократическая Республика Конго (как Заир) и Самоа (как Западное Самоа) в 1986 году; Сенегал в 1987 году; Гибралтар в 1990 году; Бонэйр и Суринам в 1999 году; Гонконг в 2000 году; Кипр в 2012 году; Азербайджан, Ботсвана и Эстония в 2013 году; Теркс и Койкос в 2014 году; Черногория и Сербия в 2015 году; Шри-Ланка и Замбия в 2018 году; Новая Зеландия, Танзания и американские Виргинске острова в 2019 году; Израиль, Кения и Румыния в 2021 году и Армения, Белиз, Китай, Кыргызстан, Турция и Уругвай принимали участие в последний раз в 2022 году.
Бахар Мирзаева. представительница Азербайджан не участвовала в конкурсе по не названным причинам. Представительница Панамы — Итали Мора была дисквалифицирована во время конкурса за то, что покинула отель без разрешения организации «Мисс Вселенная». Это решение было принято Дисциплинарным комитетом организации «Мисс Вселенная» совместно с местным владельцем франшизы. Перед началом предварительных соревнований Эдона Байрами из Косово и Миа ле Ру из ЮАР снялись с соревнований по состоянию здоровья..

### Новая корона
14 ноября на конкурсе была представлена новая корона «Lumière de l’Infini» (Шаблон:Trans). Корона, предоставленная компанией «Jewelmer», украшена бриллиантами и 23 золотомиы жемчужинами Южных морей. Корона создавалась в течение двух лет филиппинскими мастерами с использованием традиционных техник от Вандомской площади.

## Конкурс красоты

### Формат
Число полуфиналисток в этом выпуске увеличится с двадцати до тридцати, что станет самым большим числом участниц за всю историю конкурса. Предварительный конкурс, состоящий из выхода в купальном костюме и закрытых интервью, определит полуфиналисток конкурса. По окончании предварительного конкурса будут объявлены четыре королевы континента и одна победительница зрительского-голосования, которые автоматически выйдут в полуфинал. Первая группа полуфиналисток будет соревноваться в сегменте купальников, из которого двенадцать участниц перейдут в конкурс вечерних платьев. Затем пять участниц выйдут в раунд вопрос-ответ, после чего будут объявлены победительница.

### Отборочный комитет
- Доктор Камила Гирибитей — Кубинский филантроп и предприниматель[40]
- Эмилио Эстефан[англ.] — музыкант и продюсер с Кубы[41]
- Ева Мария Дюрингер Кавалли[англ.] — Дизайнер одежды и Первая вице-мисс Мисс Вселенная 1977 от Австрии[42]
- Fariana[англ.] — Колумбийская актриса и певица[43]
- Габриэла Гонсалес — мексиканский модельер[44]
- Гэри Нейдер — ливано-доминиканский коллекционер произведений искусства[45]
- Джанлука Вакки — итальянский предприниматель, интернет-деятель и президент «SEA Societa Europea Autocaravan»[46]
- Джессика Каррильо — мексиканский репортер новостей в Telemundo[47]
- Леле Понс — Венесуэльско-американская певица, актриса и YouTube-личность[48]
- Маргарет Гардинер — Журналист и победительница Мисс Вселенная 1978 от Южной Африки[49]
- Майкл Синко[англ.] — Филиппинский модельер[50]
- Нова Стивенс[англ.] — Адвокат и победительница «Мисс Вселенная Канада 2020»[51]
- Ромеро Бритто[англ.] — Бразильский художник и скульптор[52]

## Результаты

### Места
| Место               | Участница |
| ------------------- | --- |
| Мисс Вселенная 2024 | - Дания — Виктория Кьер Тейлвиг |
| 1-я Вице-мисс       | - Нигерия — Чидимма Адетшина |
| 2-я Вице-мисс       | - Мексика — Мария Фернанда Белтран |
| 3-я Вице-мисс       | - Таиланд — Сучата Чуангсри |
| 4-я Вице-мисс       | - Венесуэла — Илеана Маркес |
| Топ-12              | - Аргентина — Магали Бенежам - Боливия — Хулиана Барриентос - Канада — Эшли Каллингбул - Чили — Эмилия Дидес § - Перу — Татьяна Калмелл - Пуэрто-Рико — Дженнифер Колон - Россия — Валентина Алексеева |
| Топ-30              | - Аруба — Анук Эман - Камбоджа — Давин Прасатх - Китай — Цзя Ци - Куба — Марианела Анчета - Доминиканская Республика — Селине Сантос - Эквадор — Мара Топич - Египет — Логина Салах - Финляндия — Матильда Виртавуори - Франция — Индира Ампиот - Индия — Рея Сингха - Япония — Кайя Чакрабортти - Макао — Кассандра Чиу - Малайзия — Сандра Лим - Никарагуа — Гейссель Гарсия - Филиппины — Челси Манало - Сербия — Ивана Тришич - Вьетнам — Нгуен Као Ки Дуен - Зимбабве — Сахиле Дубе |

§ — Зрители проголосовали за попадание в Топ-30

### Континентальные победители
По окончании финальных соревнований на пресс-конференции были объявлены победители Континентального конкурса. Аргентина, Коста-Рика, Доминиканская Республика, Индия, Марокко, Южная Африка, Испания и Таиланд были отобраны для проведения конкурса Мисс Вселенная 2025.
| Награда                                | Участница                         |
| -------------------------------------- | --------------------------------- |
| Мисс Вселенная Африка и Океания        | - Нигерия — Чидимма Адетшина      |
| Мисс Вселенная Азия                    | - Филиппины — Челси Манало        |
| Мисс Вселенная Америки                 | - Перу — Татьяна Калмелл          |
| Мисс Вселенная Европа и Ближний Восток | - Финляндия — Матильда Виртавуори |

### Специальные награды
После окончания предварительного конкурса были вручены специальные награды национальным директорам и конкурсанткам, которые продемонстрировали свою преданность и страсть к организации «Мисс Вселенная».
| Награда                   | Участница                           |
| ------------------------- | ----------------------------------- |
| Мисс Конгениальность      | - Тринидад и Тобаго — Дженель Тонгс |
| Награда за лучшую кожу    | - Гондурас — Стефани Кэм            |
| Приз зрительских симпатий | - Чили — Эмилия Дидес               |

| Award                                       | Национальный режиссёр                                       |
| ------------------------------------------- | ----------------------------------------------------------- |
| Лучший национальный режиссёр                | - Канада — Деннис Давила, Мисс Вселенная Канада             |
| Лучший национальный конкурс                 | - Вьетнам — Нгуен Тхи Хуонг Ли, Мисс Вселенная Вьетнам      |
| Лучшая страна, принимающая национальный тур | - Филиппины — Йонас Гаффуд, Мисс Вселенная Филиппины        |
| Премия «За короной»                         | - Пуэрто-Рико — Йизетта Чифредо, Мисс Вселенная Пуэрто-Рико |

#### Голос за перемены
Конкурсанты приняли участие в конкурсе «Голос за перемены», где они представили свою правозащитную деятельность в трёхминутном видеоролике. Спонсорами конкурса выступили ювелирный бренд Mouawad и коммуникационная платформа «CI Talks», а победители были определены с помощью онлайн-голосования и отборочной комиссии. В ходе предварительного конкурса были объявлены семь серебряных финалистов, а три золотых победителя были представлены во время предварительного конкурса.
| Место                | Участница |
| -------------------- | --- |
| Золотые медалисты    | - Боливия — Хулиана Барриентос - Камбоджа — Давин Прасатх - Гватемала — Ана Габриэла Вильянуэва                                                                                               |
| Серебряные медалисты | - Аруба — Анук Эман - Бахрейн — Шерен Ахмед - Острова Кайман — Рэйган Ратти - Эритрея — Снит Тевольдемедхин - Финляндия — Матильда Виртавуори - Гвинея — Саран Ба - Таиланд — Сучата Чуангсри |

## Участницы
Список участниц:
| Страна/Территория                   | Участница                 | Возраст | Родной город регион                |
| ----------------------------------- | ------------------------- | ------- | ---------------------------------- |
| Албания                             | Франческа Рустем          | 19      | Дуррес                             |
| Ангола                              | Нельма Феррейра           | 26      | Бенгела                            |
| Аргентина                           | Магали Бенежам            | 29      | Кордова                            |
| Армения                             | Эмма Аванесян             | 32      | Ереван                             |
| Аруба                               | Анук Эман                 | 32      | Ораньестад                         |
| Австралия                           | Зои Крид                  | 23      | Брисбен                            |
| Багамские Острова                   | Сельвиника Райт           | 32      | Андрос                             |
| Бахрейн                             | Шерен Ахмед               | 30      | Манама                             |
| Бангладеш                           | Аника Алам                | 32      | Дакка                              |
| Беларусь                            | Элеонора Качаловская      | 24      | Гомель                             |
| Бельгия                             | Кенза Амелут              | 22      | Синт-Амандсберг                    |
| Белиз                               | Халима Хой                | 30      | Порт-Лойола                        |
| Боливия                             | Хулиана Барриентос        | 27      | Кочабамба                          |
| Бонайре                             | Руби Пуше                 | 29      | Кралендейк                         |
| Ботсвана                            | Таноло Кайтлвайл          | 28      | Тамага                             |
| Бразилия                            | Луана Кавальканте         | 25      | Ресифи                             |
| Виргинские Острова (Великобритания) | Дейоунс Лоуэнфилд         | 20      | Тортола                            |
| Болгария                            | Елена Виан                | 38      | Хасково                            |
| Камбоджа                            | Давин Прасатх             | 33      | Пномпень                           |
| Камерун                             | Нура Нджикам              | 25      | Яунде                              |
| Канада                              | Эшли Каллингбул           | 35      | Эноч                               |
| Острова Кайман                      | Рэйган Ратти              | 22      | Ист-Энд                            |
| Чили                                | Эмилия Дидес              | 25      | Витакура                           |
| Китай                               | Цзя Ци                    | 26      | Чэнду                              |
| Колумбия                            | Даниэла Толоса            | 30      | Кали                               |
| Коста-Рика                          | Елена Идальго             | 32      | Сан-Хосе                           |
| Кот-д’Ивуар                         | Мари-Эммануэль Диамала    | 20      | Абоисо                             |
| Хорватия                            | Зринка Чорич              | 23      | Дубровник                          |
| Куба                                | Марианела Анчета          | 31      | Ранчуело                           |
| Кюрасао                             | Кимберли де Бур           | 19      | Виллемстад                         |
| Кипр                                | Катерина Димитриу         | 29      | Никосия                            |
| Чехия                               | Мари Данчи                | 28      | Крнов                              |
| Демократическая Республика Конго    | Ильда Амани               | 26      | Букаву                             |
| Дания                               | Виктория Кьер Тейлвиг     | 21      | Сёборг                             |
| Доминиканская Республика            | Селине Сантос             | 24      | Санто-Доминго                      |
| Эквадор                             | Мара Топич                | 30      | Гуаякиль                           |
| Египет                              | Логина Салах              | 34      | Александрия                        |
| Сальвадор                           | Флоренс Гарсия            | 26      | Сан-Мигель                         |
| Экваториальная Гвинея               | Диана Ангоно Мухафо       | 25      | Малабо                             |
| Эритрея                             | Снит Тевольдемедхин       | 25      | Асмэра                             |
| Эстония                             | Валерия Васильева         | 22      | Таллин                             |
| Фиджи                               | Маншика Прасад            | 24      | Левука                             |
| Финляндия                           | Матильда Виртавуори       | 24      | Тампере                            |
| Франция                             | Индира Ампиот             | 20      | Бас-Тер                            |
| Германия                            | Пиа Тайссен               | 26      | Кёльн                              |
| Гибралтар                           | Шайанн Макинтош           | 25      | Гибралтар                          |
| Великобритания                      | Кристина Чалк             | 31      | Данблейн                           |
| Греция                              | Кристианна Катсиери       | 22      | Пирей                              |
| Гваделупа                           | Корали Десплан            | 20      | Понт-Нуар                          |
| Гватемала                           | Ана Габриэла Вильянуэва   | 22      | Санта-Круз-Наранхо                 |
| Гвинея                              | Саран Ба                  | 29      | Конакри                            |
| Гайана                              | Ариана Блейз              | 26      | Джорджтаун                         |
| Гондурас                            | Стефани Кэм               | 32      | Сан-Педро-Сула                     |
| Гонконг                             | Джоанна Родс              | 24      | Гонконг                            |
| Венгрия                             | Нора Кенеш                | 28      | Сомбатхей                          |
| Исландия                            | Сольдис Вала Иварсдоттир  | 18      | Аурбайр                            |
| Индия                               | Рея Сингха                | 19      | Ахмадабад                          |
| Индонезия                           | Клара Шафира Кребс        | 22      | Тангеранг                          |
| Иран                                | Ава Вахнешан              | 26      | Мешхед                             |
| Ирландия                            | София Лабус               | 21      | Монтенот                           |
| Израиль                             | Офир Корсиа               | 23      | Ришон-ле-Цион                      |
| Италия                              | Глелани Кавальканте       | 30      | Чивитанова-Марке                   |
| Ямайка                              | Рэйчел Сильвера           | 25      | Сент-Мэри-Пэриш                    |
| Япония                              | Кайя Чакрабортти          | 23      | Кобе                               |
| Казахстан                           | Мадина Альмуханова        | 24      | Алма-Ата                           |
| Кения                               | Ирен Нг’эндо              | 26      | Джуджа                             |
| Кыргызстан                          | Майя Турдалиева           | 25      | Бишкек                             |
| Лаос                                | Пхиранья Тхипхомвонг      | 28      | Хуапхан                            |
| Латвия                              | Мария Вичинска            | 26      | Рига                               |
| Ливан                               | Нада Кусса                | 26      | Рабе                               |
| Макао                               | Кассандра Чиу             | 23      | Фрегуэзия-де-Носса-Сенора-до-Кармо |
| Малайзия                            | Сандра Лим                | 23      | Селангор                           |
| Мальдивы                            | Мариям Шайна Насим        | 21      | Мале                               |
| Мальта                              | Беатрис Нджойя            | 40      | Сан-Пауль-иль-Бахар                |
| Мартиника                           | Катрин Эдуард             | 25      | Фор-де-Франс                       |
| Маврикий                            | Таня Рене                 | 27      | Катр-Борн                          |
| Мексика                             | Мария Фернанда Белтран    | 24      | Кульякан                           |
| Молдова                             | Джульетта Калалб          | 20      | Кишинёв                            |
| Монголия                            | Номинзул Зандангийн       | 19      | Улан-Батор                         |
| Черногория                          | Румина Ивезай             | 20      | Тузи                               |
| Мьянма                              | Тет Сан Андерсен          | 27      | Янгон                              |
| Намибия                             | Приска Аньоло             | 24      | Виндхук                            |
| Непал                               | Сампада Гимир             | 23      | Бхактапур                          |
| Нидерланды                          | Фейт Ландман              | 28      | Зандворт                           |
| Новая Зеландия                      | Виктория Веласкес Винсент | 29      | Окленд                             |
| Никарагуа                           | Гейссель Гарсия           | 29      | Санто-Томас                        |
| Нигерия                             | Чидимма Адетшина          | 23      | Тараба                             |
| Северная Македония                  | Тэя Гьоргиевска           | 21      | Куманово                           |
| Норвегия                            | Лилли Сёдаль              | 21      | Кристиансанн                       |
| Пакистан                            | Нур Ксармина              | 29      | Исламабад                          |
| Парагвай                            | Наоми Мендес              | 32      | Асунсьон                           |
| Перу                                | Татьяна Калмелл           | 30      | Талара                             |
| Филиппины                           | Челси Манало              | 25      | Мейкауаян                          |
| Польша                              | Касандра Заваль           | 29      | Бьерцглинек                        |
| Португалия                          | Андрэя Коррейя            | 26      | Синтра                             |
| Пуэрто-Рико                         | Дженнифер Колон           | 36      | Ороковис                           |
| Румыния                             | Лоредана Саланцэ          | 32      | Бистрица                           |
| Россия                              | Валентина Алексеева       | 18      | Чебоксары                          |
| Сент-Люсия                          | Скай Фошер                | 26      | Кастри                             |
| Самоа                               | Хейлани Куруппу           | 26      | Апиа                               |
| Сенегал                             | Фату Бинту Гуйе           | 23      | Луга                               |
| Сербия                              | Ивана Тришич              | 30      | Белград                            |
| Сингапур                            | Шарлотта Чиа              | 26      | Сингапур                           |
| Словакия                            | Петра Сивакова            | 24      | Шаморин                            |
| Сомали                              | Хадиджа Омар              | 23      | Могадишо                           |
| Республика Корея                    | Ариэль Хань               | 22      | Сеул                               |
| Испания                             | Мишель Хименес            | 21      | Пальма                             |
| Шри-Ланка                           | Меллони Дассанаяке        | 25      | Коломбо                            |
| Суринам                             | Пуджа Чоткан              | 23      | Парамарибо                         |
| Швейцария                           | Лаура Бирхер              | 24      | Штанс                              |
| Танзания                            | Джудит Нгуса              | 26      | Линди                              |
| Таиланд                             | Сучата Чуангсри           | 21      | Бангкок                            |
| Тринидад и Тобаго                   | Дженель Тонгс             | 32      | Морвант                            |
| Турция                              | Айлиз Думан               | 20      | Стамбул                            |
| Теркс и Кайкос                      | Рейн Майерс               | 23      | Гранд-Терк                         |
| Украина                             | Алина Пономаренко         | 21      | Одесса                             |
| ОАЭ                                 | Эмилия Добрева            | 27      | Дубай                              |
| США                                 | Альма Купер               | 22      | Окемос                             |
| Виргинские Острова (США)            | Стефани Андухар           | 28      | Сент-Томас                         |
| Уругвай                             | Янина Лукас               | 28      | Лавальеха                          |
| Узбекистан                          | Нигина Фахриддинова       | 25      | Навои                              |
| Венесуэла                           | Илеана Маркес             | 28      | Валенсия                           |
| Вьетнам                             | Нгуен Као Ки Дуен         | 28      | Намдинь                            |
| Замбия                              | Брандина Любули           | 28      | Муфулира                           |
| Зимбабве                            | Сахиле Дубе               | 28      | Булавайо                           |

## Замечания
1. ↑  Конкурсантки старше 28 лет принимали участие в последних конкурсах «Мисс Вселенная» из-за переносов или после отказа от участия в запланированном мероприятии по личным причинам и получения приглашения участвовать в следующем году[5]
2. ↑  Будет участвовать, под названием Персия
3. ↑  Примет участие, как Конго
4. ↑  На момент участия в конкурсе